# The Variation of Animals and Plants under Domestication
The Variation of Animals and Plants under Domestication (La variació dels animals i les plantes domesticades) és un llibre escrit per Charles Darwin que va ser publicat per primera vegada el gener de 1868. Gran part del contingut del llibre es refereix a informació detallada sobre la domesticació dels animals i les plantes, encara que en el capítol XXVII també conté una descripció de la teoria de Darwin sobre l'herència que ell va denominar pangènesi.

## Antecedents

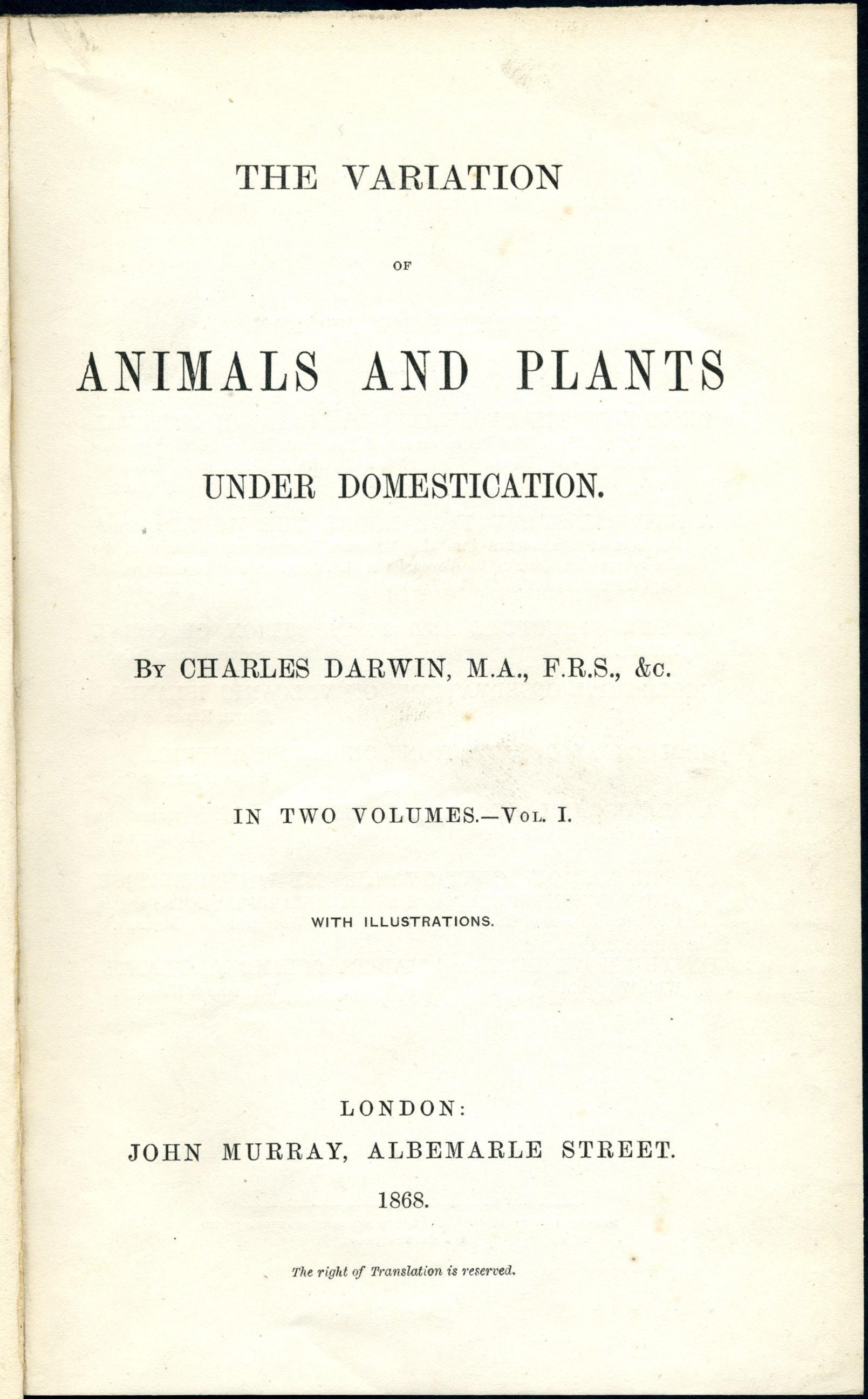
Primera edició del llibre

Darwin havia estat treballant durant dos anys en el seu "gran llibre" sobre la selecció natural, i el 18 de juny de 1858 va rebre un paquet d'Alfred Wallace, que vivia a Borneo. Dins del paquet va trobar un manuscrit de vint pàgines on Wallace descrivia un mecanisme evolutiu que era similar a la seva teoria. Pressionat perquè publiqués les seves idees, Darwin va començar a treballar en un "resum" de la seva selecció natural, que es va publicar al novembre de 1859 amb el títol L'origen de les espècies. En la introducció anunciava una futura publicació en la que proporcionaria "en detall tots els fets, amb referències, en les que es basen les meves conclusions".
El 9 de gener de 1860, dos dies després de la publicació de la segona edició de L'origen de les espècies, Darwin va retornar a treballar en el manuscrit original de la selecció natural i va començar a ampliar els dos primers paràgrafs de The Variation of Animals and Plants under Domestication. A mitjans de juny ja tenia una sèrie força diversa de notes addicionals i havia escrit els esborranys d'una introducció i dos capítols de la domesticació dels coloms que amb el temps passaria a formar part de l'obra. Pel que sembla, Darwin considerava tediós aquest llibre i va comentar en la seva autobiografia sobre "la temptació de publicar altres temes que m'interessen més en el temps". Al juliol de l'any següent (1861) va començar a treballar en un llibre diferent, La fecundació de les orquídies, que va sortir publicat el maig de 1862. Darwin va seguir reunint dades. Les seves experiències empíriques es limita a les plantes, però va ser capaç de reunir informació dels altres organismes a través de cartes.
Tot i llargs períodes de malaltia, va seguir avançant en l'elaboració del llibre i el de març de 1865 va escriure al seu editor, John Murray, dient-li que "Aquest llibre té set capítols llestos per a la publicació i tots els altres molt avançats, amb l'excepció del final i les conclusions" (el llibre va ser publicat amb 28 capítols).
Darwin havia estat meditant des de fa anys en la teoria de l'herència. El maig de 1865 va enviar un manuscrit al seu amic Thomas Huxley esbossant la seva teoria, anomenada pangènesi, i es preguntava si havia de publicar-lo. A la carta que acompanyava el manuscrit, Darwin va escriure: "És una hipòtesi precipitada i crua, però representa una gran satisfacció per a mi, i jo ho en tinc el suport amb una bona sèrie de proves." Huxley li va assenyalar les similituds entre la pangènesi i les teories de Georges-Louis Leclerc i el naturalista suís Charles Bonnet, però va encoratjar a Darwin perquè finalment el publiqués: "Algú que rebusqués entre els papers d'aquí a mig segle a partir d'ara trobarà la pangènesi i pensarà en aquesta fabulosa anticipació de les nostres teories moderna... i aquest imbècil de Huxley dient-li que no ho ha de publicar!".